# Đurašići
Đurašići (Servisch cyrillisch Ђурашићи) is een plaats in de Servische gemeente Prijepolje. De plaats telt 265 inwoners (2002).